# 키옙스카야역 (콜체바야선)
키옙스카야 역(러시아어: Ки́евская)은 모스크바 지하철 콜체바야 선의 역이다. 1954년 3월 14일에 개장했으며, 역의 이름은 근처에 있는 키옙스키 기차역에서 따온 것이다. 키옙스카야 역은 다른 노선의 환승역들과 입구를 공유하고 있다.

## 디자인
키옙스카야 역은 키예프라는 이름답게 우크라이나 전통 예술양식으로 장식되어 있다. 벽은 전체적으로 고풍스러운 풍으로 장식되었으며, 우크라이나의 역사를 그린 벽화로 장식되었다.

## 환승
키옙스카야 역에서는 아르바츠코 포크롭스카야 선의 키옙스카야 역과 필룝스카야 선의 키옙스카야 역으로 갈아탈 수 있다.